# Nicolas Boulerice
Vous pouvez aider à l'améliorer ou bien discuter des problèmes sur sa page de discussion.
- Il ne cite pas suffisamment ses sources. Vous pouvez indiquer les passages à sourcer avec {{référence nécessaire}} ou {{Référence souhaitée}}, et inclure les références utiles en les liant aux notes de bas de page. (Marqué depuis novembre 2020)
- Son ton est trop promotionnel ou publicitaire, voire hagiographique. Le texte doit adopter un ton neutre et encyclopédique. (Marqué depuis novembre 2020)

- Archive Wikiwix
- Bing
- Cairn
- DuckDuckGo
- E. Universalis
- Gallica
- Google
- G. Books
- G. News
- G. Scholar
- Persée
- Qwant
- (zh) Baidu
- (ru) Yandex
- (wd) trouver des œuvres sur Wikidata

Pour les articles homonymes, voir Boulerice.
Nicolas Boulerice est un auteur-compositeur-interprète et producteur québécois, né à Saint-Antoine-sur-Richelieu. 
Il est principalement connu pour son travail dans le domaine de la musique traditionnelle et folk québécoise.

## Biographie
Nicolas Boulerice est lez fils de Jacques Boulerice, écrivain et poète, qui a joué un rôle clé dans son éducation musicale, l'initiant aux traditions culturelles québécoises dès son plus jeune âge. Avant de se consacrer à la musique traditionnelle, Nicolas Boulerice a étudié le piano jazz. En 1997, il se tourne vers la vielle à roue, un instrument qu'il étudie en Irlande et en France.

### Carrière musicale

#### Le Vent du Nord
En 2002, Nicolas Boulerice cofonde le groupe Le Vent du Nord. Avec cette formation, il a donné plus de 2 000 concerts à travers le monde et a enregistré plusieurs albums. Le groupe s'est notamment produit au Carnegie Hall de New York en 2017 et en 2020.

#### Carrière solo et collaborations
En 2015, il lance son premier album solo intitulé Maison de bois. En 2020, pendant la période de confinement due à la pandémie de COVID-19, il collabore avec Frédéric Samson sur l'album Maison de pierres, qui est né de cette expérience. En 2024, le duo sort CoolTrad, un album qui mêle musique traditionnelle québécoise et influences jazz, et qui a été bien reçu par la critique.
Il collabore aussi avec Olivier Demers, dans le duo Demers-Boulerice. En 2023, le duo lance Art populaire, une collaboration avec Robert Deveaux, chanteur et violoneux du Cap-Breton,. L'album présente 11 titres, principalement des chansons traditionnelles acadiennes et québécoises, certaines séculaires, dans une forme épurée.

### Autres activités
Nicolas Boulerice est cofondateur de « La Veillée de l'avant-Veille » à Montréal et président du Festival Chants de Vielles dans sa ville natale. Il donne également des conférences sur la musique traditionnelle québécoise et participe à des projets visant à promouvoir la culture francophone dont Trad 666. En 2021, il publie son premier recueil de poésie aux Éditions Triptyque. Toujours en 2021, il participe à Brassens - L'humble Troubadour, un collectif d'auteurs sous la direction de Normand Baillargeon, publié aux Éditions Leméac.
Il est également le cofondateur de La Compagnie du Nord qui se spécialise en gérance et en production d’artistes du milieu trad/folk/world, autant au Québec qu'à l'international.

## Prix et Distinction

### Nicolas Boulerice
- 2023 : Nommé aux prix Opus - Concert Trad de l'année pour le spectacle Confiné aux voyages[17]
- 2022 : Nommé aux Prix de la musique folk canadienne - Chanteur de l'année - Traditionnelle pour l'album Maison de pierres[18]
- 2022 : Nommé aux prix Opus - Album de l’année - Musique traditionnelle québécoise pour l'album Maison de pierres[19]
- 2021 : Nommé au gala de l'ADISQ - Album de l'année - Traditionnelle pour l'album Maison de pierres[20]
- 2021: Prix Patrimoine Culture Montérégie pour la création de Maison de pierres - Confiné aux voyages[21]
- 2014 : Prix du CALQ de créateur de l’année en Montérégie[22]

### Le Vent du Nord
- 2019 : Gagnant au gala de l'ADISQ d'un Félix - Album traditionnel de l'année pour Notre album solo avec Le Vent du Nord & De temps antan[23]
- 2019 : Nommé au gala de l'ADISQ - Album traditionnel de l'année pour Territoires[24]
- 2019 : Récipiendaire du Grand Prix Desjardins de la culture de Lanaudière / musique[25]
- 2019 : Récipiendaire du prix Édith Butler - Francophonie canadienne – Offert par Bell Média au Gala de la fondation SPACQ[26]
- 2018 : Gagnant d'un prix Opus au gala des prix Opus - Concert de l'année 2016-2017 - musique du monde pour Solo avec De temps Antan[27]
- 2015 : Gagnant d'un Félix au gala de l'ADISQ - Album traditionnel de l'année pour Têtu[28]
- 2015 : Gagnant du Prix Pont Transatlantique par Babel Med Music/ Mundial Montréal[29]
- 2015 : Nommé aux Prix de la musique folk canadienne - Album traditionnel de l'année pour Têtu[30]
- 2013 : Nommé aux prix Juno - Album traditionnel de l'année pour Tromper le temps[31]
- 2012 : Introduit dans l'Order of the Porcupine Hall of Fame de l'émission de radio torontoise "Back to the sugar camp"[32]
- 2012 : Récipiendaire du Grand Prix du disque Charles-Cros - Musique du monde pour l'album Tromper le Temps[33]
- 2012 : Nommé au gala de l'ADISQ - Album traditionnel de l'année pour Tromper le temps[34]
- 2012 : Nommé aux Prix de la musique folk canadienne - Album traditionnel de l'année pour Tromper le temps[35]
- 2012 : Nommé aux Prix de la musique folk canadienne - Groupe de l'année[36]
- 2011 : Récipiendaire du Micro d'art 103,5 au gala des Excelsiors de la Chambre de commerce du Grand Joliette[37]
- 2011 : Gagnant d'un prix Juno - Album traditionnel de l'année pour La part du feu[38]
- 2010 : Nommé au gala de l'ADISQ - Album traditionnel de l'année pour La part du feu[39]
- 2010 : Gagnant du prix Prix de la musique folk canadienne - Groupe de l'année[40]
- 2010 : Nommé au Prix de la musique folk canadienne - Album traditionnel de l'année pour La Part du feu[41]
- 2010 : Nommé au Prix de la musique folk canadienne - Artiste de l'année - Musique du monde - Groupe[40]
- 2009 : Nommé au gala de l'ADISQ - Album traditionnel de l'année pour Mesdames et messieurs![42]
- 2008 : Nommé aux Prix de la musique folk canadienne - Album traditionnel de l'année pour Dans les airs![43]
- 2008 : Nommé aux Prix de la musique folk canadienne - Groupe de l'année aux Prix de la musique folk canadienne[44]
- 2008 : Nommé au gala de l'ADISQ - Album traditionnel de l'année pour Dans les airs[45]
- 2006 : Récipiendaire du Prix du meilleur artiste traditionnel (décerné par le North American Folk Music and Dance Alliance)[46]
- 2005 : Gagnant aux Prix de la musique folk canadienne - Album traditionnel de l'année pour Les amants du St-Laurent[47]
- 2005 : Nommé au gala de l'ADISQ - Album traditionnel de l'année pour Les amants du St-Laurent[48]
- 2004 : Nommé au gala de l'ADISQ - Album traditionnel de l'année pour Maudite moisson![49]
- 2004 : Gagnant d'un prix Juno - Album traditionnel de l'année pour Maudite moisson![38]